# Hadena conspurcata
Hadena conspurcata là một loài bướm đêm trong họ Noctuidae.